# Mélodie de la jeunesse
Pour plus de détails, voir Fiche technique et Distribution.
Mélodie de la jeunesse (They Shall Have Music) est un film américain en noir et blanc réalisé par Archie Mayo, sorti en 1939. Il a été nommé aux Oscars du cinéma en 1940.

## Synopsis
Le jeune Frankie vit dans un quartier pauvre et rêve tout éveillé d'être un héros courageux. Un jour, il entend jouer une virtuose du violon, Jascha Heifetz. Inspiré par la performance, Frankie déterre son vieux violon que son père lui avait offert quand il était petit garçon. Mais le beau-père de Frankie détruit l'instrument et envoie Frankie au pensionnat. Le garçon s'enfuit de chez lui. Il rencontre M. Lawson, le professeur de musique qui dirige une école de musique pour enfants défavorisés avec sa fille Ann. Lawson est impressionné par l'audition de Frankie et l'accepte dans son école et à la maison. Le professeur ne se doute pas que la situation financière de l'école est tendue. L'investisseur Flower souhaite que les parents des enfants payent les frais de scolarité, sans quoi l'école sera fermée...

## Fiche technique
- Titre : Mélodie de la jeunesse
- Titre original : They Shall Have Music
- Réalisation : Archie Mayo, assisté de Reginald Le Borg (non crédité)
- Scénario : Irma von Cube, John Howard Lawson
- Société de production : Samuel Goldwyn Productions films
- Société de distribution : United Artists
- Musique : Wolfgang Amadeus Mozart. Chansons : 
  - "Eine Kleine Nachtmusik, K.525"
  - "Caro nome" de l'opera "Rigoletto"
  - "Il barbiere di Siviglia"
  - "Casta diva" de "Norma"
  - "Symphony No.4 in A 'Italian'"
  - "Violin Concerto in E Minor for Violin and Orchestra, Op.64" par Peter Meremblum et le California Junior Symphony Orchestra, Camille Saint-Saëns "Introduction et Rondo Capriccioso" par Jascha Heifetz[1]
- Directeur de la photographie : Gregg Toland
- Direction artistique : James Basevi
- Décors de plateau : Julia Heron
- Montage : Sherman Todd
- Pays d'origine : États-Unis
- Langue : anglais
- Format : noir et blanc - projection : 1.37:1 - pellicule : 35 mm - son : Mono (Western Electric Mirrophonic Recording)
- Genre : Film musical, drame et romance
- Durée : 105 minutes
- Date de sortie : 
  - États-Unis : 26 juillet 1939 (New York)
  - États-Unis : 18 août 1939
  - France : 24 avril 1940